# Atlas Agena B
Atlas LV-3A Agena B – wojskowa amerykańska rakieta nośna wywodząca się z rakiet SM-65 Atlas i RM-81 Agena. Była modyfikacją rakiety Atlas Agena A, w której ostatni człon Agena A zmieniono na Agena B.
Mimo licznych awarii, zasłużona dla eksploracji Układu Słonecznego poprzez wyniesienie sond z serii Mariner i Ranger. Wynosiła także satelity ostrzegania przed rakietami balistycznymi serii MIDAS i SAMOS.

## Chronologia
1. 12 lipca 1961, 15:11 GMT; s/n 97D-1201; miejsce startu: kosmodrom Vandenberg (LC1-2), USA
Ładunek: MIDAS 3; Uwagi: start udany
2. 23 sierpnia 1961, 10:04:10 GMT; s/n 111D-6001; miejsce startu: przylądek Canaveral (LC12), USA
Ładunek: Ranger 1; Uwagi: start nieudany – awaria członu Agena B
3. 9 września 1961, 19:28 GMT; s/n 106D-2120; miejsce startu: kosmodrom Vandenberg (LC1-1), USA
Ładunek: SAMOS 3; Uwagi: start nieudany – rakieta eksplodowała na stanowisku startowym
4. 21 października 1961, 13:53:03 GMT; s/n 105D-1202; miejsce startu: kosmodrom Vandenberg (LC1-2), USA
Ładunek: MIDAS 4; Uwagi: start nieudany – rakieta eksplodowała na stanowisku startowym
5. 18 listopada 1961, 08:12 GMT; s/n 117D-6002; miejsce startu: przylądek Canaveral (LC12), USA
Ładunek: Ranger 2; Uwagi: start nieudany – brak ponownego zapłonu w członie Agena B na skutek uszkodzenia systemu żyroskopowego
6. 22 listopada 1961,  20:45:47 GMT; s/n 108D-2202; miejsce startu: kosmodrom Vandenberg (LC1-1), USA
Ładunek: SAMOS 4; Uwagi: start nieudany – awaria układu kierowania w 1. członie rakiety. Rakieta nabrała dużego, 160°, nieprawidłowego nachylenia, powodując odpalenie się członu Agena B w kierunku oceanu[1]
7. 22 grudnia 1961, 19:12:33 GMT; s/n 114D-2203; miejsce startu: kosmodrom Vandenberg (LC1-2), USA
Ładunek: SAMOS 5; Uwagi: start udany
8. 26 stycznia 1962, 20:30 GMT; s/n 121D-6003; miejsce startu: przylądek Canaveral (LC12), USA
Ładunek: Ranger 3; Uwagi: start częściowo udany – awaria systemu kierowania członu Agena B spowodowała, że ładunek osiągnął zbyt dużą prędkość, i tym samym fiasko misji Ranger 3
9. 7 marca 1962, 22:10:31 GMT; s/n 112D-2204; miejsce startu: kosmodrom Vandenberg (LC1-2), USA
Ładunek: SAMOS 6; Uwagi: start udany
10. 9 kwietnia 1962, 15:04:48 GMT; s/n 110D-1203; miejsce startu: kosmodrom Vandenberg (LC1-2), USA
Ładunek: MIDAS 5; Uwagi: start udany
11. 23 kwietnia 1962, 20:50 GMT; s/n 133D-6004; miejsce startu: przylądek Canaveral (LC12), USA
Ładunek: Ranger 4; Uwagi: start udany
12. 26 kwietnia 1962, 18:56:08 GMT; s/n 118D-2401; miejsce startu: kosmodrom Vandenberg (LC1-1), USA
Ładunek: SAMOS 7; Uwagi: start udany
13. 17 czerwca 1962, 18:14:18 GMT; s/n 115D-2402; miejsce startu: kosmodrom Vandenberg (LC1-1), USA
Ładunek: SAMOS 8; Uwagi: start udany
14. 18 lipca 1962, 20:51:20 GMT; s/n 120D-SPS 2403; miejsce startu: kosmodrom Vandenberg (LC1-1), USA
Ładunek: SAMOS 9; Uwagi: start udany
15. 22 lipca 1962, 09:21:23 GMT; s/n 145D-6901; miejsce startu: przylądek Canaveral (LC12), USA
Ładunek: Mariner 1; Uwagi: start nieudany – rakieta i ładunek zniszczone w 293. sekundzie lotu, ze względów bezpieczeństwa. Doprowadziły do tego dwa niezależne zdarzenia: awaria anteny i błąd oprogramowania
16. 5 sierpnia 1962, 17:58:59 GMT; s/n 124D-SPS 2404; miejsce startu: kosmodrom Vandenberg (LC1-1), USA
Ładunek: SAMOS 10; Uwagi: start udany
17. 27 sierpnia 1962, 06:53:14 GMT; s/n 179D-6902; miejsce startu: przylądek Canaveral (LC12), USA
Ładunek: Mariner 2; Uwagi: start udany
18. 18 października 1962, 16:59 GMT; s/n 215D-6005; miejsce startu: przylądek Canaveral (LC12), USA
Ładunek: Ranger 5; Uwagi: start udany
19. 11 listopada 1962, 20:17:02 GMT; s/n 128D-SPS 2405; miejsce startu: kosmodrom Vandenberg (LC1-1), USA
Ładunek: SAMOS 11; Uwagi: start udany
20. 17 grudnia 1962, 20:36:33 GMT; s/n 131D-1205; miejsce startu: kosmodrom Vandenberg (LC1-2), USA
Ładunek: MIDAS 6, ERS 3, ERS 4; Uwagi: start nieudany – awaria rakiety nośnej
21. 9 maja 1963, 20:06:16 GMT; s/n 119D-S01 1206; miejsce startu: kosmodrom Vandenberg (LC1-2), USA
Ładunek: MIDAS 7, ERS 5, ERS 6, DASH 1, West Ford 3; Uwagi: start udany
22. 12 czerwca 1963, ? GMT; s/n 139D-SPS 1204; miejsce startu: kosmodrom Vandenberg (LC1-2), USA
Ładunek: MIDAS 8, ERS 7, ERS 8; Uwagi: start nieudany – eksplozja rakiety nośnej wkrótce po starcie
23. 19 lipca 1963, 03:51:18 GMT; s/n 75D-S01 1207; miejsce startu: kosmodrom Vandenberg (LC1-2), USA
Ładunek: MIDAS 9, DASH 2, ERS 9, ERS 10; Uwagi: start udany
24. 30 stycznia 1964, 15:49:09 GMT; s/n 199D-6008; miejsce startu: przylądek Canaveral (LC12), USA
Ładunek: Ranger 6; Uwagi: start udany
25. 28 lipca 1964, 16:50:07 GMT; s/n 250D-6009; miejsce startu: przylądek Canaveral (LC12), USA
Ładunek: Ranger 7; Uwagi: start udany
26. 5 września 1964, 01:23 GMT; s/n 195D-6501; miejsce startu: przylądek Canaveral (LC12), USA
Ładunek: OGO 1; Uwagi: start udany
27. 17 lutego 1965, 17:05:00 GMT; s/n 196D-6006; miejsce startu: przylądek Canaveral (LC12), USA
Ładunek: Ranger 8; Uwagi: start udany
28. 31 marca 1964, 21:37:02 GMT; s/n 204D-6007; miejsce startu: przylądek Canaveral (LC12), USA
Ładunek: Ranger 9; Uwagi: start udany